# بيغي سولومون
بيغي سولومون (بالإنجليزية: Peggy Solomon)‏ هي لاعبة الجسر ‏ أمريكية، ولدت في 1909 في فيلادلفيا في الولايات المتحدة، وتوفيت في 4 مارس 1995 في Elkins Park, Pennsylvania ‏ في الولايات المتحدة.